# 유섬

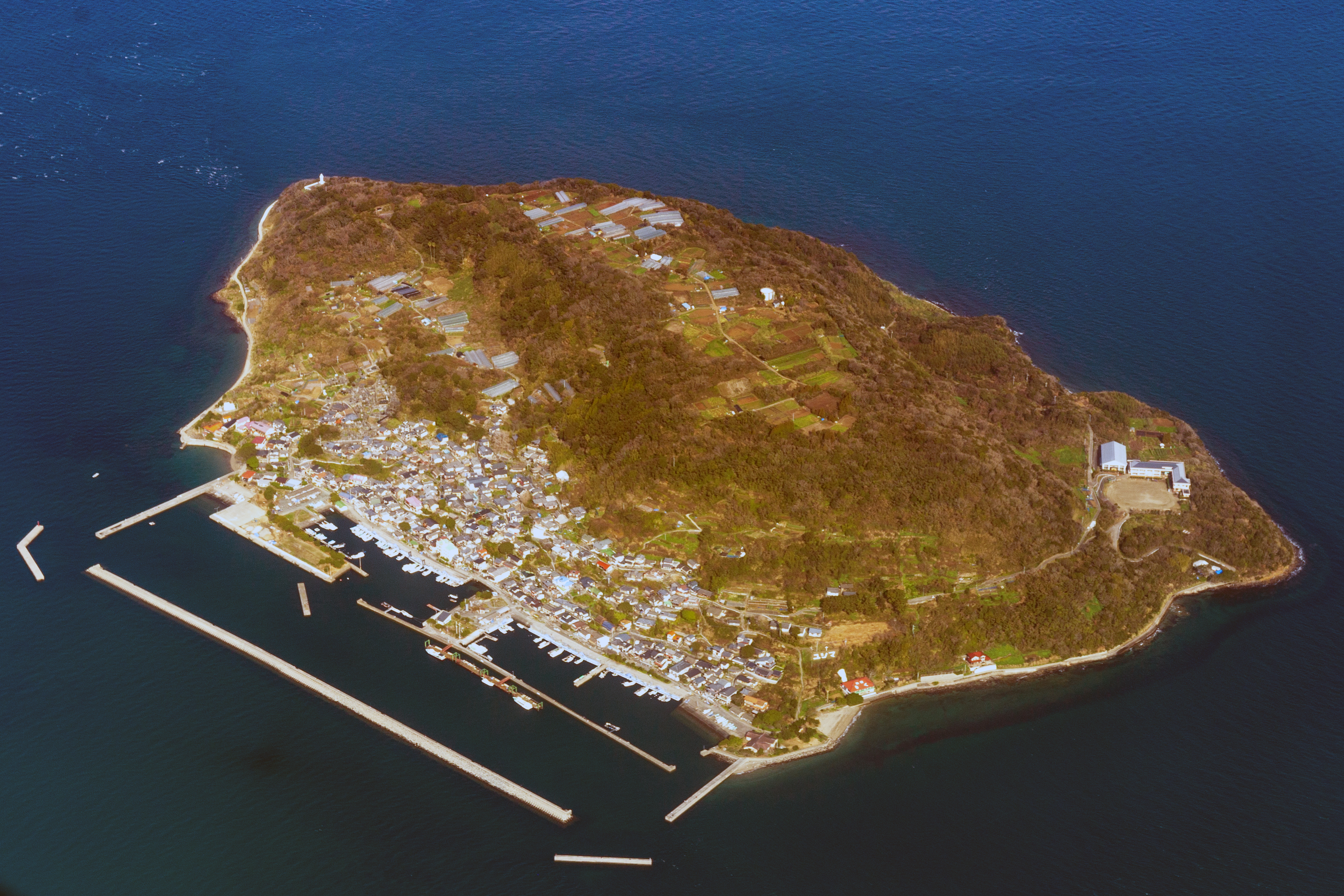
유섬

유섬(湯島 유시마[*])은 일본 구마모토현 가미아마쿠사시에 속하는 섬으로, 아마쿠사 제도의 오야노섬과 시마바라반도 사이에 위치한다. 섬내는 고양이의 개체가 '고양이섬'이라고도 불린다.